# Strategus validus
Strategus validus är en skalbaggsart som beskrevs av Fabricius 1775. Strategus validus ingår i släktet Strategus och familjen Dynastidae. Inga underarter finns listade i Catalogue of Life.